# Edge of the Sun
Edge of the Sun è l'ottavo album in studio del gruppo rock statunitense Calexico, pubblicato nel 2015.

## Tracce
1. Falling from the Sky (feat. Ben Bridwell) – 3:23
2. Bullets & Rocks (feat. Sam Beam) – 3:30
3. When the Angels Played (feat. Pieta Brown & Greg Leisz) – 2:25
4. Tapping on the Line (feat. Neko Case) – 3:28
5. Cumbia de Donde (feat. Amparo Sánchez) – 3:09
6. Miles from the Sea (feat. Gaby Moreno) – 3:41
7. Coyoacán – 3:03
8. Beneath the City of Dreams (feat. Gaby Moreno) – 2:35
9. Woodshed Waltz (feat. Greg Leisz) – 3:29
10. Moon Never Rises (feat. Carla Morrison) – 3:28
11. World Undone (feat. Takim) – 4:29
12. Follow the River (feat. Nick Urata) – 3:54

## Formazione

### Gruppo
- Ryan Alfred – basso, sintetizzatore, chitarra, voce
- Joey Burns – voce, chitarra, banjo, organo, piano, armonica, violoncello, congas, fisarmonica, ukulele, basso
- John Convertino – batteria, percussioni
- Sergio Mendoza – mellotron, archi, percussioni, piano, organo, cori, vibrafono, guitar, vihuela, fisarmonica, ukulele
- Paul Niehaus – pedal steel guitar
- Jacob Valenzuela – tromba
- Martin Wenk – tromba, sintetizzatore, vibrafono
- Jairo Zavala – chitarra, basso